# Chrysoprasis rubricollis
Chrysoprasis rubricollis är en skalbaggsart som beskrevs av Dilma Solange Napp och Martins 2006. Chrysoprasis rubricollis ingår i släktet Chrysoprasis och familjen långhorningar.
Artens utbredningsområde är Panama. Inga underarter finns listade i Catalogue of Life.